# Comté de Waller
Le comté de Waller, en anglais : Waller County, est un comté situé à l'est de l'État du Texas aux États-Unis. Fondé le 7 mai 1873, son siège de comté est la ville de Hempstead. Selon le recensement des États-Unis de 2020, sa population est de 56 794 habitants. Le comté a une superficie de 1 341 km2, dont 1 329,7 km2 en surfaces terrestres. Il est baptisé en référence à Edwin Waller.

## Organisation du comté
Le comté est fondé le 7 mai 1873, à partir des terres des comtés d'Austin et Grimes. Il est définitivement organisé et autonome, le 16 août 1873.
Le comté est baptisé à la mémoire d'Edwin Waller (en), un ancien Postmaster General de la république du Texas, entrepreneur, signataire de la déclaration d'indépendance du Texas et le premier maire d'Austin.

## Géographie
Le comté de Waller est situé à l'est de l'État du Texas, aux États-Unis,. Il est bordé à l'ouest par le fleuve Brazos, qui délimite la frontière avec les comtés adjacents.
Il a une superficie totale de 1 341 km2, composée de 1 329,7 km2 de terres et de 11,3 km2 de zones aquatiques.

## Comtés adjacents
| Comté de Washington | Comté de Grimes    | Comté de Montgomery |
| Comté d'Austin      | comté de Waller    | Comté de Harris     |
|                     | Comté de Fort Bend |                     |

## Démographie
Lors du recensement de 2010, le comté comptait une population de 43 205 habitants. En 2017, la population est estimée à 51 307 habitants.

Pyramide des âges du comté de Waller (2000).